# جيسيكا مان
جيسيكا مان (بالإنجليزية: Jessica Mann)‏ هي كاتبة غير روائية وكاتِبة بريطانية، ولدت في 13 سبتمبر 1937 في لندن في المملكة المتحدة، وتوفيت في 10 يوليو 2018.

## وصلات خارجية
- جيسيكا مان على موقع IMDb (الإنجليزية)